# Provincia de Nuevo Hampshire
La provincia de Nuevo Hampshire fue una colonia de Inglaterra y más tarde de Gran Bretaña. El nombre de la provincia fue dado primeramente al territorio que está entre los ríos Merrimack y Piscataqua, ubicados en la costa Este de Norteamérica. El territorio fue formalmente organizado como una colonia real inglesa el 7 de octubre de 1661, durante el periodo de la colonización inglesa. Los privilegios fueron cedidos el 14 de mayo de 1692 por Guillermo y María, los monarcas conjuntos de Inglaterra y Escocia, al mismo tiempo que la provincia de la Bahía de Massachusetts fue creada. El territorio es ahora el estado de Nuevo Hampshire, y fue nombrado así por el condado de Hampshire.
La provincia fue poblada por primera vez en la década de 1620 y por varios años consistió de un pequeño número de comunidades ubicadas en el litoral y en el Río Piscataqua. En 1641, la población estuvo bajo el gobierno de la colonia vecina de la bahía de Massachusetts, hasta que el Rey Charles II nombró a John Cutt el presidente de Nuevo Hampshire en 1679. Después de pasar un breve periodo como una colonia por separado, el territorio fue absorbido en 1686 por el Dominio de Nueva Inglaterra. Luego de 3 años, el dominio colapsó, y la población de Nuevo Hampshire pasó a estar de nuevo gobernada por Massachusetts hasta que se le fueron cedidos privilegios en 1691 por William y Mary. Entre 1699 y 1741, el gobernador de la provincia también era nombrado gobernador de la provincia de la bahía de Massachusetts. En 1741, Benning Wentworth sólo fue designado como gobernador de Nuevo Hampshire. Wentworth reclamó, en nombre de la provincia, a las tierras ubicadas al oeste del río Connecticut, emitiendo controversiales concesiones de tierras que fueron disputadas por la provincia de Nueva York, que también reclamó el territorio. Estas disputas fueron resueltas con la eventual creación de la República de Vermont.
La economía de la provincia estaba dominada por la madera y la pesca. El comercio de la madera, a pesar de ser lucrativo, era un tema de conflicto con la corona, que buscaba reservar los mejores árboles para usarlos como mástiles de barcos. A pesar de que los líderes puritanos de Massachusetts gobernaron la provincia por varios años, la población de Nuevo Hampshire era más diversa religiosamente, por lo cual en los primeros años recibía refugiados que se opositaban a las diferencias religiosas en Massachusetts.
Desde la década de 1680 hasta 1760, la provincia estuvo a menudo en el frente de los conflictos militares con Nueva Francia y los indígenas abenaki, viendo mayores ataques en sus comunidades durante la guerra del rey Guillermo, guerra de Dummer y la guerra del rey Jorge. La provincia al principio no estaba fuertemente a favor de la independencia, pero, con el comienzo de la Revolución Americana, muchos de sus habitantes se unieron a la causa revolucionaria. Después de que el gobernador John Wentworth huyó de la provincia en agosto de 1775, los habitantes crearon una constitución a principios de 1776. La independencia, como parte de los Estados Unidos, fue confirmada en 1783 en el Tratado de París.

## Antes de la colonización
Antes de la colonización inglesa, el área que ahora es el noreste de Nueva Inglaterra fue habitada por la población indígena de Abenaki, quienes vivieron algunas veces en grandes aldeas tipo longhouse. Dependiendo de la temporada, ellos permanecían en sus aldeas pescando, recolectando plantas, hacían azúcar y comerciaban o peleaban con sus vecinos o cazaban aves; luego, también cultivaron tabaco y las "tres hermanas": maíz, frijoles y calabaza. El litoral fue explorado en los primeros años del siglo XVII por exploradores ingleses y franceses, incluyendo a Samuel de Champlain y a John Smith.

## Primeros asentamientos ingleses
El asentamiento inglés permanente comenzó después de que se le concediera el territorio entre los ríos Merrimack y Sagadahoc a John Mason y a Sir Ferdinando Gorges en 1622, que abarca aproximadamente el Nuevo Hampshire actual y Maine occidental. Los colonos, cuyos primeros líderes incluyeron a David Thomson, Edward Hilton y su hermano William Hilton, empezaron la colonización de la costa de Nuevo Hampshire ya en 1623, y eventualmente se expandieron a lo largo del Río Piscataqua y la Gran Bahía. Estos colonos tenían en su mayoría la intención de beneficiarse de las pesquerías locales. Mason y Gorges, ninguno de los cuales llegó a Nueva Inglaterra, dividieron sus pretensiones a lo largo del río Piscataqua en 1629. Mason tomó el territorio entre los ríos Piscataqua y Merrimack, y lo llamó "Nuevo Hampshire", nombrada así por el Condado de Hampshire ubicado en Inglaterra.

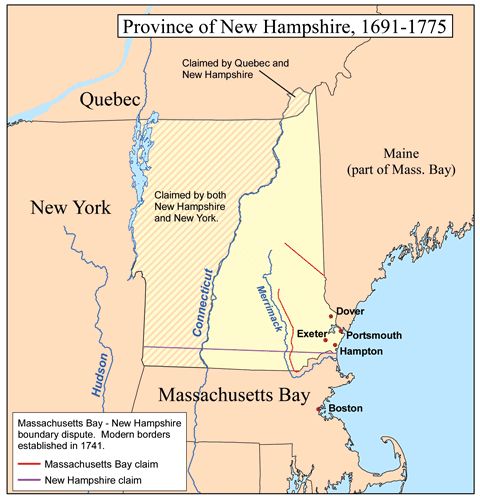
Mapa que representa las reclamaciones territoriales relacionadas con la provincia. La raya roja representa lo que la Colonia de la Bahía de Massachusetts reclamaba y lo raya morada lo que la Provincia de Nuevo Hampshire reclamaba.

Los conflictos entre John Mason y Sir Ferdinando Gorges por sus límites territoriales, llevaron eventualmente a necesitar una administración más activa. En 1630, el capitán Walter Neale fue enviado como agente principal y gobernador de los asentamientos al sur del Río Piscataqua (incluyendo Strawbery Banke, que en la actualidad es Portsmouth), y en 1631 el Capitán Thomas Wiggis fue enviado a gobernar los asentamientos al norte del Río Piscataqua, que comprende las ciudades actuales de Dover, Durham y Stratham. Después de que Mason muriese en 1635, los colonos y empleados de Mason se apropiaron de sus tenencias para sí mismos. Exeter fue encontrada en 1638 por John Wheelwright, después de haber sido desterrado de la vecina Colonia de la Bahía de Massachusetts por defender las enseñanzas de Anne Hutchinson, su cuñada. En ausencia de la otorgación de la autoridad por cualquier persona asociada con los masones, el partido de Wheelwright compró la tierra a los indios locales. Su partido incluía a William Wentworth, cuyos descendientes jugaron un rol mayor en la historia colonial. Casi al mismo tiempo, otras personas infelices del estricto gobierno puritano en Massachusetts se mudaron a Dover, mientras los puritanos en Massachusetts se establecieron en lo que eventualmente se convertiría en Hampton.
A causa de la escasez general de un gobierno, los asentamientos de Nuevo Hampshire buscaron la protección de su vecino más grande al sur, la Colonia de la Bahía de Massachusetts. En 1641, ellos colectivamente aprobaron ser gobernados por Massachusetts, siempre y cuando las ciudades conservaran el autogobierno, y que la membresía de la Iglesia Congregacional no fuera requerida para sus votantes (como lo fue en Massachusetts). Los asentamientos formaron parte de esa colonia hasta 1679, enviando a representantes a la legislatura de Massachusetts en Boston. Los herederos de Mason estaban entretanto activos en Inglaterra, tratando de recuperar el control de su territorio, y Massachusetts estaba bajo creciente escrutinio por el rey Carlos II. En 1679, Carlos emitió una carta que establecía la Provincia de Nuevo Hampshire, con John Cutt como su primer presidente.

## Primeras cartas reales
En enero de 1680, Cutt se volvió presidente, terminando así con el dominio de Massachusetts sobre Nuevo Hampshire. Sin embargo, Cutt y su sucesor, Richard Waldron, estuvieron fuertemente oponiéndose a los herederos de Mason y sus reclamaciones. Consecuentemente, Charles emitió una segunda carta en 1682 con Edward Cranfield como gobernador. Cranflied apoyó fuertemente a los herederos de Mason, haciendo tantos enemigos locales en el proceso que fue recordado en 1685. En 1686, el territorio se unió al Dominio de Nueva Inglaterra, que fue un intento de unir a todas las colonias de Nueva Inglaterra en un solo gobierno. Las ciudades de Nuevo Hampshire no sufrieron tanto bajo el gobierno de Sir Edmund Andros como lo hicieron bajo el de Massachusetts. Después de que la palabra de la Revolución Gloriosa llegó a Boston, las autoridades de Massachusetts conspiraron para que Andros fuera arrestado y enviado de vuelta a Inglaterra. Esto dejó a las ciudades de Nuevo Hampshire sin ninguna administración colonial, justo cuando la Guerra del Rey William estalló alrededor de ellos. Sometidos a importantes incursiones francesas e indias, apelaron al gobernador de Massachusetts, Simon Bradstreet, quien los supervisó hasta que William y Mary emitieron nuevas cartas separadas en 1691 tanto para Massachusetts como para Nuevo Hampshire.

## Carta de 1691
Samuel Allen, un hombre de negocios que había conseguido las demandas de los herederos de Mason, fue designado como primer gobernador bajo la carta de 1691. Fue igualmente incapaz de continuar las demandas de la tierra de Mason, y fue sustituido en 1699 por el conde de Bellomont. Bellomont fue el primero de una serie de gobernadores que gobernaron tanto Nuevo Hampshire como la Provincia de la Bahía de Massachusetts. Hasta 1741 las gobernaciones fueron compartidas, con el gobernador pasando la mayor parte de su tiempo en Massachusetts. Como resultado, los tenientes gobernadores tenían poder significativo. La gobernación dual se volvió problemática en parte por las reclamaciones territoriales entre Massachusetts y Nuevo Hampshire. Puesto que la frontera meridional de la concesión original de Mason era el río de Merrimack, y la carta de Massachusetts especificó un límite tres millas de norte del mismo río, las demandas entraron en conflicto y esto provocó la atención eventual del rey. En 1741, el Rey George II decretó lo que es ahora la actual frontera en Massachusetts y Nuevo Hampshire, y separó los gobiernos, enviando a Benning Wentworth como nuevo gobernador de Nuevo Hampshire.
Wentworth interpretó ampliamente las afirmaciones territoriales de Nuevo Hampshire, creyendo que los territorios al oeste del río Connecticut pertenecían a Nuevo Hampshire. En un esquema que era efectivo para cubrir sus propios bolsillos, vendió tierras en este territorio a precios relativamente bajos, pero requirió que partes de las subvenciones se le asignaran a él mismo. Estas concesiones hicieron que Nuevo Hampshire entrase en conflicto con la provincia de Nueva York, la otra provincia que demandaba el territorio. El rey Jorge III en 1764 gobernó a favor de Nueva York, desencadenando una lucha entre los titulares de las subvenciones de Nuevo Hampshire y las autoridades de Nueva York que finalmente dio lugar a la formación del estado de Vermont. La controversia provocó también que Wentworth fuera reemplazado por su nieto, John Wentworth,  quien sería el último gobernador real de la provincia.
Desde que la provincia estaba en la frontera norte limitando con Nueva Francia, sus comunidades fueron frecuentemente atacadas durante la Guerra del Rey Guillermo y la Guerra de la Reina Ana, y fueron atacas de nuevo durante la Guerra de Dummer. Debido a estas guerras, la población indígena de las partes septentrionales de la provincia disminuyó, pero los asentamientos sólo se expandieron lentamente hacia el interior de la provincia. La provincia fue dividida en condados en 1769, luego de que las otras 12 colonias se rebelaron en contra del Imperio Británico.

## Revolución
Las otras 12 colonias se unieron junto con Nuevo Hampshire en los intentos para evitar que el Imperio Británico impusiera impuestos. Después de que la guerra de Revolución Americana comenzó en abril de 1775, la provincia reclutó los regimientos que sirvieron en la Campaña de Boston, y se volvió la primera colonia europea en establecer formalmente un gobierno independiente, como el estado de Nuevo Hampshire, en enero de 1776.